# Llista de topònims d'Olost
Llista de topònims (noms propis de lloc) del municipi d'Olost, al Lluçanès.
Informació actualitzada per un bot. Els canvis manuals es perdran quan s'actualitzi!

## cabana
| imatge | Nom                  | Ubicat a | instància de | Detalls | coordenades                                                         | Protecció | Commons (més fotos) | Dades a WD                    |
| ------ | -------------------- | -------- | ------------ | ------- | ------------------------------------------------------------------- | --------- | ------------------- | ----------------------------- |
|        | Casalot del Pla Llis | Olost    | cabana       |         | 42° 01′ 12″ N, 2° 07′ 05″ E / 42.0200713639629°N,2.11796966092772°E |           |                     | Modifica les dades a Wikidata |
|        | barraca del Calderer | Olost    | cabana       |         | 41° 59′ 39″ N, 2° 02′ 45″ E / 41.9941400259941°N,2.04571807149419°E |           |                     | Modifica les dades a Wikidata |
|        | cobert del Pela      | Olost    | cabana       |         | 42° 00′ 31″ N, 2° 07′ 04″ E / 42.0086037395468°N,2.11766920836086°E |           |                     | Modifica les dades a Wikidata |

## curs d'aigua
| imatge | Nom               | Ubicat a                               | instància de | Detalls                                | coordenades                                                                                              | Protecció | Commons (més fotos) | Dades a WD                    |
| ------ | ----------------- | -------------------------------------- | ------------ | -------------------------------------- | --- | --------- | ------------------- | ----------------------------- |
|        | Riera Gavarresa   | Osona Bages                            | curs d'aigua | Desemboca: Llobregat                   | 42° 07′ 18″ N, 2° 05′ 42″ E / 42.121789°N,2.094932°E 41° 46′ 57″ N, 1° 54′ 32″ E / 41.782522°N,1.90877°E |           | Riera Gavarresa     | Modifica les dades a Wikidata |
|        | riera de Lluçanès | Alpens Lluçà Sant Martí d'Albars Olost | curs d'aigua | Desemboca: Riera Gavarresa Llarg: 20km | 42° 08′ 29″ N, 2° 05′ 11″ E / 42.141357°N,2.086422°E 41° 58′ 35″ N, 2° 04′ 33″ E / 41.97641°N,2.075899°E |           | Riera de Lluçanès   | Modifica les dades a Wikidata |

## entitat singular de població
| imatge | Nom                   | Ubicat a | instància de                                                                   | Detalls  | coordenades                                                     | Protecció | Commons (més fotos)   | Dades a WD                    |
| ------ | --------------------- | -------- | ------------------------------------------------------------------------------ | -------- | --------------------------------------------------------------- | --------- | --------------------- | ----------------------------- |
|        | Olost                 | Olost    | entitat singular de població capital municipal ens local històric de Catalunya | 1074 hab | 41° 59′ 05″ N, 2° 05′ 38″ E / 41.984737°N,2.09383748°E 572 msnm |           |                       | Modifica les dades a Wikidata |
|        | Santa Creu de Joglars | Olost    | entitat singular de població                                                   | 139 hab  | 42° 00′ 22″ N, 2° 03′ 43″ E / 42.00602°N,2.061808°E 618 msnm    |           | Santa Creu de Jutglar | Modifica les dades a Wikidata |

## església
| imatge | Nom                                | Ubicat a | instància de     | Detalls                                          | coordenades                                                                                      | Protecció                                  | Commons (més fotos)               | Dades a WD                    |
| ------ | ---------------------------------- | -------- | ---------------- | ------------------------------------------------ | ------------------------------------------------------------------------------------------------ | ------------------------------------------ | --------------------------------- | ----------------------------- |
|        | Sant Gil de la Vila                | Olost    | església capella |                                                  | 42° 00′ 41″ N, 2° 06′ 18″ E / 42.0114246016414°N,2.10510665173458°E ca:Mas de la Vila            |                                            |                                   | Modifica les dades a Wikidata |
|        | Santa Creu de Joglars              | Olost    | església         | Estil: arquitectura popular                      | 42° 00′ 19″ N, 2° 03′ 34″ E / 42.005192°N,2.059564°E 612 msnm                                    | bé integrant del patrimoni cultural català | Església de Santa Creu de Jutglar | Modifica les dades a Wikidata |
|        | Santa Magdalena de la Tria         | Olost    | església capella | 13rd century                                     | 41° 59′ 19″ N, 2° 02′ 23″ E / 41.9886781405102°N,2.03984796094179°E ca:Masia de la Tria 590 msnm |                                            |                                   | Modifica les dades a Wikidata |
|        | ermita de Sant Adjutori            | Olost    | església         | Estil: arquitectura barroca arquitectura popular | 41° 58′ 56″ N, 2° 05′ 24″ E / 41.98223056°N,2.09003611°E ca:Turó de Sant Adjutori 623 msnm       | bé integrant del patrimoni cultural català | Ermita de Sant Adjutori (Olost)   | Modifica les dades a Wikidata |
|        | església parroquial de Santa Maria | Olost    | església         | Estil: arquitectura neoclàssica                  | 41° 59′ 10″ N, 2° 05′ 46″ E / 41.986122°N,2.096133°E                                             | bé integrant del patrimoni cultural català | Santa Maria d'Olost               | Modifica les dades a Wikidata |

## font
| imatge | Nom                 | Ubicat a | instància de | Detalls | coordenades                                                                                               | Protecció | Commons (més fotos) | Dades a WD                    |
| ------ | ------------------- | -------- | ------------ | ------- | --- | --------- | ------------------- | ----------------------------- |
|        | font de Boixeter    | Olost    | font         |         | 42° 00′ 18″ N, 2° 04′ 12″ E / 42.0050744013449°N,2.06991097984441°E                                       |           |                     | Modifica les dades a Wikidata |
|        | font de Trasserra   | Olost    | font         |         | 42° 00′ 51″ N, 2° 08′ 16″ E / 42.014074417387°N,2.1377674644203°E                                         |           |                     | Modifica les dades a Wikidata |
|        | font del Gorg Negre | Olost    | font         |         | 41° 59′ 13″ N, 2° 06′ 37″ E / 41.9868459330902°N,2.11036946702454°E ca:Sector sud-est del terme municipal |           |                     | Modifica les dades a Wikidata |

## granja
| imatge | Nom                | Ubicat a | instància de | Detalls | coordenades                                                         | Protecció | Commons (més fotos) | Dades a WD                    |
| ------ | ------------------ | -------- | ------------ | ------- | ------------------------------------------------------------------- | --------- | ------------------- | ----------------------------- |
|        | Granges del Serrat | Olost    | granja       |         | 41° 58′ 52″ N, 2° 05′ 41″ E / 41.9810630892144°N,2.09471632336329°E |           |                     | Modifica les dades a Wikidata |
|        | Granja Baucells    | Olost    | granja       |         | 41° 59′ 29″ N, 2° 06′ 09″ E / 41.9912829871026°N,2.10241891199036°E |           |                     | Modifica les dades a Wikidata |

## masia
| imatge | Nom                          | Ubicat a | instància de | Detalls                                  | coordenades | Protecció                                  | Commons (més fotos) | Dades a WD                    |
| ------ | ---------------------------- | -------- | ------------ | ---------------------------------------- | --- | ------------------------------------------ | ------------------- | ----------------------------- |
|        | Bojons                       | Olost    | masia        |                                          | 42° 00′ 09″ N, 2° 02′ 52″ E / 42.0024521660375°N,2.04777944501425°E ca:Sector oest del terme municipal                         |                                            |                     | Modifica les dades a Wikidata |
|        | Ca la Pepeta                 | Olost    | masia        |                                          | 42° 00′ 25″ N, 2° 03′ 47″ E / 42.0069368852125°N,2.06303683334551°E                                                            |                                            |                     | Modifica les dades a Wikidata |
|        | Ca la Trini                  | Olost    | masia        |                                          | 42° 00′ 26″ N, 2° 03′ 46″ E / 42.0072493156664°N,2.06269412261537°E                                                            |                                            |                     | Modifica les dades a Wikidata |
|        | Cal Pagès                    | Olost    | masia        |                                          | 42° 00′ 40″ N, 2° 03′ 57″ E / 42.0110749152258°N,2.06574165512457°E                                                            |                                            |                     | Modifica les dades a Wikidata |
|        | Cal Terrers                  | Olost    | masia        |                                          | 42° 00′ 39″ N, 2° 03′ 56″ E / 42.0108209932635°N,2.06552799229484°E                                                            |                                            |                     | Modifica les dades a Wikidata |
|        | Cal Terriscó                 | Olost    | masia        |                                          | 41° 58′ 53″ N, 2° 05′ 47″ E / 41.981275190118°N,2.09648775958041°E                                                             |                                            |                     | Modifica les dades a Wikidata |
|        | Cal Tonet                    | Olost    | masia        |                                          | 42° 00′ 40″ N, 2° 03′ 55″ E / 42.011125998765°N,2.06537860778946°E                                                             |                                            |                     | Modifica les dades a Wikidata |
|        | Cal Vilella                  | Olost    | masia        |                                          | 42° 00′ 23″ N, 2° 03′ 04″ E / 42.0063165709273°N,2.05111509958146°E                                                            |                                            |                     | Modifica les dades a Wikidata |
|        | Campa                        | Olost    | masia        | 17th century                             | 41° 59′ 20″ N, 2° 07′ 28″ E / 41.9889773274712°N,2.12458017376491°E ca:Sector sud-est del terme municipal                      |                                            |                     | Modifica les dades a Wikidata |
|        | Can Codinac                  | Olost    | masia        |                                          | 41° 59′ 04″ N, 2° 04′ 12″ E / 41.9845036195776°N,2.0699328107951°E                                                             |                                            |                     | Modifica les dades a Wikidata |
|        | Can Pela                     | Olost    | masia        | Estil: arquitectura popular              | 42° 00′ 28″ N, 2° 07′ 08″ E / 42.0077386388698°N,2.11878008284148°E 42° 00′ 27″ N, 2° 07′ 06″ E / 42.00756°N,2.11846°E         | bé integrant del patrimoni cultural català |                     | Modifica les dades a Wikidata |
|        | Casal les Escases            | Olost    | masia        | Estil: arquitectura popular              | 41° 59′ 04″ N, 2° 05′ 47″ E / 41.98432°N,2.09635°E                                                                             | bé integrant del patrimoni cultural català |                     | Modifica les dades a Wikidata |
|        | Caseta del Coll de l'Arç     | Olost    | masia        |                                          | 41° 59′ 09″ N, 2° 03′ 06″ E / 41.9857685578287°N,2.05171003105703°E                                                            |                                            |                     | Modifica les dades a Wikidata |
|        | Comalrena                    | Olost    | masia        | Estil: arquitectura popular 17th century | 41° 59′ 37″ N, 2° 07′ 06″ E / 41.993726°N,2.118373°E ca:A 2 km d'Olost 632 msnm                                                | bé integrant del patrimoni cultural català |                     | Modifica les dades a Wikidata |
|        | Garduixeres                  | Olost    | masia        | 18th century                             | 42° 01′ 07″ N, 2° 05′ 29″ E / 42.0185670321918°N,2.09138243930586°E ca:Sector nord del terme municipal                         |                                            |                     | Modifica les dades a Wikidata |
|        | Gavarresa                    | Olost    | masia        |                                          | 41° 59′ 10″ N, 2° 04′ 38″ E / 41.9860761602005°N,2.07729793923342°E ca:Sector sud del terme municipal                          |                                            |                     | Modifica les dades a Wikidata |
|        | Joglars                      | Olost    | masia        |                                          | 42° 00′ 34″ N, 2° 03′ 16″ E / 42.0093690991025°N,2.05430618620018°E                                                            |                                            |                     | Modifica les dades a Wikidata |
|        | Marroca                      | Olost    | masia        |                                          | 41° 59′ 35″ N, 2° 06′ 15″ E / 41.993102846131°N,2.1042457589558°E                                                              |                                            |                     | Modifica les dades a Wikidata |
|        | Mas de la Vila               | Olost    | masia        | Estil: arquitectura popular              | 42° 00′ 40″ N, 2° 06′ 18″ E / 42.010996°N,2.104995°E                                                                           | bé integrant del patrimoni cultural català |                     | Modifica les dades a Wikidata |
|        | Pecanins                     | Olost    | masia        | 18th century                             | 42° 00′ 20″ N, 2° 05′ 24″ E / 42.005657936731°N,2.08989972186965°E ca:Sector central del terme municipal                       |                                            |                     | Modifica les dades a Wikidata |
|        | Reixagó                      | Olost    | masia        |                                          | 41° 59′ 50″ N, 2° 04′ 29″ E / 41.9972777829229°N,2.07474547356765°E                                                            |                                            |                     | Modifica les dades a Wikidata |
|        | Sallent                      | Olost    | masia        | Estil: arquitectura popular              | 42° 00′ 03″ N, 2° 07′ 05″ E / 42.000938°N,2.118153°E                                                                           | bé integrant del patrimoni cultural català |                     | Modifica les dades a Wikidata |
|        | Serrabadal                   | Olost    | masia        | 18th century                             | 41° 59′ 45″ N, 2° 06′ 51″ E / 41.995832560386°N,2.11417521471851°E ca:Sector est del terme municipal                           |                                            |                     | Modifica les dades a Wikidata |
|        | Trassera                     | Olost    | masia        | Estil: arquitectura popular              | 42° 00′ 45″ N, 2° 08′ 00″ E / 42.012626°N,2.133208°E                                                                           | bé integrant del patrimoni cultural català |                     | Modifica les dades a Wikidata |
|        | el Coll de l'Arç             | Olost    | masia        |                                          | 41° 59′ 15″ N, 2° 03′ 06″ E / 41.9875873600833°N,2.05164682025758°E                                                            |                                            |                     | Modifica les dades a Wikidata |
|        | el Lliscàs                   | Olost    | masia        | 17th century                             | 41° 58′ 44″ N, 2° 05′ 58″ E / 41.9789300524415°N,2.09949027646263°E ca:Sector sud del terme municipal                          |                                            |                     | Modifica les dades a Wikidata |
|        | el Mas                       | Olost    | masia        |                                          | 42° 00′ 37″ N, 2° 06′ 41″ E / 42.010269577956°N,2.1112507690458°E                                                              |                                            |                     | Modifica les dades a Wikidata |
|        | el Pla de la Tria            | Olost    | masia        |                                          | 41° 59′ 26″ N, 2° 02′ 50″ E / 41.9905584919368°N,2.04717201243362°E                                                            |                                            |                     | Modifica les dades a Wikidata |
|        | el Puig                      | Olost    | masia        | Estil: arquitectura popular              | 42° 00′ 38″ N, 2° 04′ 40″ E / 42.010475°N,2.077903°E                                                                           | bé integrant del patrimoni cultural català |                     | Modifica les dades a Wikidata |
|        | el Reixac                    | Olost    | masia        | Estil: arquitectura popular              | 42° 00′ 02″ N, 2° 04′ 38″ E / 42.000589°N,2.07714°E                                                                            | bé integrant del patrimoni cultural català | Mas Reixach (Olost) | Modifica les dades a Wikidata |
|        | el Sanatori                  | Olost    | masia        | 20th century                             | 42° 00′ 23″ N, 2° 05′ 14″ E / 42.006402024856°N,2.087196218604°E ca:Sector central del terme municipal                         |                                            | El Sanatori (Olost) | Modifica les dades a Wikidata |
|        | el Teixell                   | Olost    | masia        |                                          | 42° 00′ 50″ N, 2° 06′ 37″ E / 42.0140056579625°N,2.11040859891005°E ca:Sector nord del terme municipal                         |                                            |                     | Modifica les dades a Wikidata |
|        | els Plans de Cabanes         | Olost    | masia        |                                          | 41° 58′ 59″ N, 2° 04′ 56″ E / 41.9829641858208°N,2.08232833770585°E                                                            |                                            |                     | Modifica les dades a Wikidata |
|        | la Casa Gran                 | Olost    | masia        |                                          | 42° 00′ 17″ N, 2° 03′ 35″ E / 42.0048372935026°N,2.05960198346079°E ca:c. Vell s/n. Nucli urbà de Santa Creu de Jutglar. Olost |                                            |                     | Modifica les dades a Wikidata |
|        | la Casa Nova de Reixac       | Olost    | masia        |                                          | 41° 59′ 50″ N, 2° 03′ 39″ E / 41.997258173982°N,2.0607213482372°E                                                              |                                            |                     | Modifica les dades a Wikidata |
|        | la Casa Nova del Coll de Ram | Olost    | masia        |                                          | 41° 59′ 33″ N, 2° 05′ 23″ E / 41.9924802609134°N,2.08976150882132°E                                                            |                                            |                     | Modifica les dades a Wikidata |
|        | la Costa Xica                | Olost    | masia        |                                          | 41° 59′ 47″ N, 2° 02′ 58″ E / 41.9964769673038°N,2.04948642981292°E                                                            |                                            |                     | Modifica les dades a Wikidata |
|        | la Noguera                   | Olost    | masia        |                                          | 42° 00′ 03″ N, 2° 06′ 00″ E / 42.000734°N,2.099995°E ca:Sector central del terme municipal                                     | bé integrant del patrimoni cultural català |                     | Modifica les dades a Wikidata |
|        | la Patina                    | Olost    | masia        | Estil: arquitectura popular 18th century | 42° 01′ 07″ N, 2° 07′ 58″ E / 42.018684°N,2.132715°E ca:Sector nord-est del terme municipal                                    | bé integrant del patrimoni cultural català |                     | Modifica les dades a Wikidata |
|        | la Riera                     | Olost    | masia        |                                          | 41° 58′ 44″ N, 2° 06′ 52″ E / 41.9790185293303°N,2.1143358718286°E                                                             |                                            |                     | Modifica les dades a Wikidata |
|        | la Rovira                    | Olost    | masia        | Estil: arquitectura popular 18th century | 41° 59′ 13″ N, 2° 07′ 00″ E / 41.986823°N,2.116718°E ca:Sector sud-est del terme municipal                                     | bé integrant del patrimoni cultural català |                     | Modifica les dades a Wikidata |
|        | la Sala                      | Olost    | masia        |                                          | 41° 59′ 35″ N, 2° 03′ 17″ E / 41.9929885077356°N,2.05458494594599°E ca:Sector oest del terme municipal                         |                                            |                     | Modifica les dades a Wikidata |
|        | la Torre                     | Olost    | masia        | Estil: arquitectura popular              | 42° 01′ 01″ N, 2° 07′ 26″ E / 42.016942°N,2.123898°E ca:Sector nord-est del terme municipal                                    | bé integrant del patrimoni cultural català |                     | Modifica les dades a Wikidata |
|        | la Torre d'en Masó           | Olost    | masia        |                                          | 42° 00′ 28″ N, 2° 03′ 52″ E / 42.0078674566549°N,2.06449645421663°E                                                            |                                            |                     | Modifica les dades a Wikidata |
|        | la Tria                      | Olost    | masia        | 17th century                             | 41° 59′ 20″ N, 2° 02′ 18″ E / 41.9888193096623°N,2.03842129262244°E ca:Sector oest del terme municipal                         |                                            |                     | Modifica les dades a Wikidata |
|        | les Planes                   | Olost    | masia        | 18th century                             | 42° 00′ 37″ N, 2° 03′ 59″ E / 42.0103594899578°N,2.06636802698619°E ca:Sector nord-oest del terme municipal                    |                                            |                     | Modifica les dades a Wikidata |

## molí d'aigua
| imatge | Nom                   | Ubicat a | instància de | Detalls                                  | coordenades                                                                                        | Protecció                                  | Commons (més fotos) | Dades a WD                    |
| ------ | --------------------- | -------- | ------------ | ---------------------------------------- | -------------------------------------------------------------------------------------------------- | ------------------------------------------ | ------------------- | ----------------------------- |
|        | Molinou               | Olost    | molí d'aigua |                                          | 42° 00′ 26″ N, 2° 03′ 13″ E / 42.0072299373188°N,2.05374615134553°E                                |                                            |                     | Modifica les dades a Wikidata |
|        | Molí de Baix          | Olost    | molí d'aigua | Estil: arquitectura popular 17th century | 42° 00′ 29″ N, 2° 04′ 09″ E / 42.00794°N,2.06905°E ca:Sector nord-oest del terme municipal         | bé integrant del patrimoni cultural català |                     | Modifica les dades a Wikidata |
|        | Molí de Reixac        | Olost    | molí d'aigua | Estil: arquitectura popular              | 41° 59′ 35″ N, 2° 04′ 31″ E / 41.99318°N,2.07516°E                                                 | bé integrant del patrimoni cultural català |                     | Modifica les dades a Wikidata |
|        | Molí de la Noguera    | Olost    | molí d'aigua | Estil: arquitectura popular 18th century | 42° 00′ 11″ N, 2° 05′ 58″ E / 42.00297°N,2.09933°E ca:Sector central del terme municipal           | bé integrant del patrimoni cultural català |                     | Modifica les dades a Wikidata |
|        | Molí de la Riera      | Olost    | molí d'aigua | Estil: arquitectura popular 18th century | 41° 58′ 44″ N, 2° 06′ 55″ E / 41.97897°N,2.11538°E ca:Sector sud-est del terme municipal           | bé integrant del patrimoni cultural català |                     | Modifica les dades a Wikidata |
|        | Molí de les Cases     | Olost    | molí d'aigua | Estil: arquitectura popular 18th century | 41° 59′ 01″ N, 2° 05′ 50″ E / 41.98354°N,2.09719°E ca:Molí de les Cases. Nucli urbà d'Olost. Olost | bé integrant del patrimoni cultural català |                     | Modifica les dades a Wikidata |
|        | Molí del Coll del Ram | Olost    | molí d'aigua | Estil: arquitectura popular 18th century | 41° 59′ 27″ N, 2° 06′ 01″ E / 41.99091°N,2.100206°E ca:Sector sud del terme municipal              | bé integrant del patrimoni cultural català |                     | Modifica les dades a Wikidata |
|        | Molí del Sallent      | Olost    | molí d'aigua | Estil: arquitectura popular 18th century | 41° 59′ 52″ N, 2° 07′ 05″ E / 41.99787°N,2.11793°E ca:Sector est del terme municipal               | bé integrant del patrimoni cultural català |                     | Modifica les dades a Wikidata |

## muntanya
| imatge | Nom                       | Ubicat a        | instància de | Detalls | coordenades                                                         | Protecció | Commons (més fotos) | Dades a WD                    |
| ------ | ------------------------- | --------------- | ------------ | ------- | ------------------------------------------------------------------- | --------- | ------------------- | ----------------------------- |
|        | Roques de Puigpicat       | Olost           | muntanya     |         | 42° 00′ 06″ N, 2° 06′ 45″ E / 42.0017°N,2.1124°E 687.4 msnm         |           |                     | Modifica les dades a Wikidata |
|        | Serrat del Mas            | Olost           | muntanya     |         | 42° 00′ 45″ N, 2° 06′ 51″ E / 42.01249167°N,2.11420556°E 736.9 msnm |           |                     | Modifica les dades a Wikidata |
|        | Turó de Sant Isidre       | Sobremunt Olost | muntanya     |         | 42° 01′ 12″ N, 2° 08′ 19″ E / 42.02°N,2.13848°E 856.9 msnm          |           |                     | Modifica les dades a Wikidata |
|        | Turó de la Terra del Tori | Olost           | muntanya     |         | 42° 00′ 10″ N, 2° 06′ 42″ E / 42.0027°N,2.11159°E 682.7 msnm        |           |                     | Modifica les dades a Wikidata |
|        | Turó de la Torre          | Perafita Olost  | muntanya     |         | 42° 01′ 13″ N, 2° 07′ 32″ E / 42.0203°N,2.12558°E 757.1 msnm        |           |                     | Modifica les dades a Wikidata |

## pont
| imatge | Nom                            | Ubicat a | instància de | Detalls                       | coordenades                                                                                                 | Protecció | Commons (més fotos) | Dades a WD                    |
| ------ | ------------------------------ | -------- | ------------ | ----------------------------- | --- | --------- | ------------------- | ----------------------------- |
|        | Pas de Sallent                 | Olost    | pont         |                               | 42° 00′ 18″ N, 2° 06′ 57″ E / 42.0051224671013°N,2.11588183205484°E                                         |           |                     | Modifica les dades a Wikidata |
|        | Pas de la Figuera              | Olost    | pont         |                               | 42° 00′ 11″ N, 2° 07′ 53″ E / 42.003015530945°N,2.13129473758825°E                                          |           |                     | Modifica les dades a Wikidata |
|        | Pas del Pep                    | Olost    | pont         |                               | 41° 58′ 44″ N, 2° 06′ 11″ E / 41.9789758440144°N,2.10303838566663°E                                         |           |                     | Modifica les dades a Wikidata |
|        | Pont de Joglars                | Olost    | pont         | 20th century                  | 42° 00′ 31″ N, 2° 03′ 11″ E / 42.0087378697226°N,2.05311999224768°E ca:Sector nord-oest del terme municipal |           |                     | Modifica les dades a Wikidata |
|        | Pont de Reixac                 | Olost    | pont         |                               | 42° 00′ 14″ N, 2° 05′ 13″ E / 42.0038597809587°N,2.0868944519342°E                                          |           |                     | Modifica les dades a Wikidata |
|        | Pont del gorg Negre            | Olost    | pont         | Estat: bon estat              | 41° 59′ 17″ N, 2° 06′ 44″ E / 41.98797°N,2.11223°E ca:Sector sud-est del terme municipal                    |           |                     | Modifica les dades a Wikidata |
|        | Pont del pantà de la Gavarresa | Olost    | pont         | 20th century Estat: bon estat | 42° 00′ 05″ N, 2° 04′ 02″ E / 42.0015°N,2.06726°E ca:Sector oest del terme municipal                        |           |                     | Modifica les dades a Wikidata |
|        | Pont del torrent d'Olost       | Olost    | pont         | 20th century Estat: bon estat | 41° 58′ 58″ N, 2° 05′ 53″ E / 41.98276°N,2.0981°E ca:Sector sud del terme municipal                         |           |                     | Modifica les dades a Wikidata |

## serra
| imatge | Nom               | Ubicat a                     | instància de | Detalls | coordenades                                                  | Protecció | Commons (més fotos) | Dades a WD                    |
| ------ | ----------------- | ---------------------------- | ------------ | ------- | ------------------------------------------------------------ | --------- | ------------------- | ----------------------------- |
|        | serra de Caselles | Olost Sant Bartomeu del Grau | serra        |         | 42° 00′ 21″ N, 2° 08′ 06″ E / 42.005822°N,2.13489°E          |           |                     | Modifica les dades a Wikidata |
|        | serrat Alt        | Olost Prats de Lluçanès      | serra        |         | 41° 59′ 47″ N, 2° 02′ 39″ E / 41.9965°N,2.04426°E 693.8 msnm |           |                     | Modifica les dades a Wikidata |

## Misc
| imatge | Nom                       | Ubicat a | instància de      | Detalls                        | coordenades | Protecció | Commons (més fotos) | Dades a WD                    |
| ------ | ------------------------- | -------- | ----------------- | ------------------------------ | --- | --------- | ------------------- | ----------------------------- |
|        | Pedrera del Mas           | Olost    | pedrera           |                                | 42° 00′ 31″ N, 2° 06′ 45″ E / 42.0085643622977°N,2.11256152354233°E                                                 |           |                     | Modifica les dades a Wikidata |
|        | Sant Isidre de la Torre   | Olost    | oratori capella   | 18th century                   | 42° 01′ 09″ N, 2° 08′ 17″ E / 42.0192784482036°N,2.13807878282881°E ca:Sector nord-est del terme municipal 867 msnm |           |                     | Modifica les dades a Wikidata |
|        | casa consistorial d'Olost | Olost    | casa consistorial |                                | 41° 59′ 10″ N, 2° 05′ 44″ E / 41.9860311°N,2.0955952°E                                                              |           |                     | Modifica les dades a Wikidata |
|        | pantà de la Gavarresa     | Olost    | embassament       | 20th century Superfície: 7.7ha | 41° 59′ 48″ N, 2° 04′ 18″ E / 41.9966°N,2.0716°E ca:Sector oest del terme municipal                                 |           |                     | Modifica les dades a Wikidata |